# 헤테로플렉시블
헤테로플렉시블(영어: heteroflexibility)은 주로 이성애 지향을 가지지만 최소한의 동성애 활동을 특징으로 하는 성적 지향 또는 상황적 성행동의 한 형태로, 이는 양성애와 구별될 수도 있고 구별되지 않을 수도 있다. 이는 "주로 이성애자"로 특징지어진다. 때때로 양성매념과 동일시되어 이성애와 양성애 사이의 광범위한 성적 지향 연속체를 설명하는 데 사용되기도 하지만, 다른 저자들은 헤테로플렉시블이 양성매념이라는 용어가 암시하는 "성적 실험에 대한 열망"이 없다는 점에서 차이가 있다고 주장한다. 동성애 활동이 우세한 상응하는 상황은 호모플렉시블(영어: homoflexibility)이라고도 불린다.

## 유병률
2012년 기준 캐나다와 미국의 전국 조사에 따르면, 남성 청소년의 3~4%가 자신의 성적 감정, 욕망, 행동을 가장 잘 나타내는 용어를 선택할 때 "주로" 또는 "대부분" 이성애자를 선택했다. "100% 이성애자"가 가장 큰 추정 정체성이었으며, "주로 이성애자"가 자기 식별에서 두 번째로 많았다. 2008년과 2009년 연구를 위해 인터뷰한 160명의 남성 중 거의 8분의 1이 동성애적 끌림, 환상, 짝사랑을 보고했다. 대다수는 고등학교 때부터 이러한 감정을 가졌으며, 소수는 최근에 이를 발전시켰다. 평균 연령이 22세인 젊은 남성들을 대상으로 한 전국 표본 조사에서는 6년 후 동일한 설문 조사를 완료했을 때 "주로 이성애자"의 비율이 증가했다. 미국 및 뉴질랜드, 노르웨이를 포함한 다른 여러 국가의 고등학교 졸업 후 젊은 성인 남성 중 훨씬 더 높은 비율이 동일한 선택을 한다.
이성애자로 정체화한 남성과 여성 사이의 동성 성관계 경험과 의미를 다룬 분석적 검토 논문은 이성애자로 정체화한 사람들 사이에서 동성 성관계가 상당 부분 발생한다는 것을 발견했다. 이성애자로 정체화한 남성과 여성 사이에서 동성애의 유병률은 보편적이지 않다. 여성의 13.6%와 남성의 4.6%가 동성에게 끌림을 보고했으며, 여성의 12.6%와 남성의 2.8%는 특정 시점에 동성 성관계를 가진 적이 있다. 2011년부터 2015년까지의 가족 성장 전국 조사 데이터는 이성애자로 정체화한 사람들이 얼마나 많은 동성애적 끌림과 행동을 설명할 수 있는지에 대한 또 다른 통찰력을 보여주었다. 그들은 현재 동성에게 끌림을 보고한 여성의 61.9%와 남성의 59%가 이성애자로 정체화했다는 것을 발견했다. 유사하게, 동성 성관계를 가진 여성의 65.2%와 남성의 43.4%가 이성애자로 정체화했다.

## 연구 및 견해
2010년 기준, 헤테로플렉시블에 대한 대부분의 연구는 젊은 남녀, 특히 대학 환경의 백인 여성에 초점을 맞추고 있다. 태아 안드로겐 노출이 여성의 성적 정체성에 미치는 영향을 시사하는 연구는 헤테로플렉시블을 양성애 및 레즈비언과 함께 연속체 위에 놓는다. 다른 연구들은 양성애에 대한 미디어 표현의 변화 또는 남성이 레즈비언 관계에 세 번째 파트너로 초대되는 "남성 침입자 환상의 사회화"와 같은 행동의 사회적 기원에 초점을 맞췄다.
"졸업할 때까지 양성애자"와 유사한 비하적인 표현과 달리, 헤테로플렉시블은 일반적으로 긍정적인 의미를 가지며 종종 스스로 적용하는 용어이지만, 대중문화 비난 용어로 사용된 사례도 있다.
사회과학자 호이와 런던은 일부 남성과 성교하는 남성 (MSM)이 여전히 이성애자로 정체화한다고 지적한다. 이들은 가끔 남성과의 성관계가 여성의 부재 때문이거나, 동성애적 끌림이 자신의 정체성에 영향을 미치지 않을 만큼 드물다고 생각할 수 있다. 그들은 여성에게는 낭만적, 육체적, 정서적으로 끌리지만, 남성에게는 순전히 성적인 끌림이며 어떤 정서적 끌림도 없다고 주장할 수 있다. 이러한 남성들을 위한 헤테로플렉시블 관리 전략은 여성과의 성행위를 남성과의 성행위보다 더 중요하게 해석하는 것이다. 그들은 또한 동성에게 끌리는 정체성을 여성성과 연관시키는 반면 자신은 남성적이라고 볼 수 있다. 이성애자로 정체화하면서 동성 성관계를 경험하는 남녀 중 일부는 성소수자 사회의 일원이라고 정체화함으로써 발생하는 부정적인 사회적 결과를 피하기 위해 그렇게 한다.
이성애자로 정체화하면서 동성 성관계를 가질 수 있는 이유에는 성별에 따라 차이가 있을 수 있다. 이성애자로 정체화한 상태에서 다른 남성과 성관계를 맺는 일부 남성들은 자신을 성욕과다증이라고 묘사하며, 누구와 성관계를 맺는지는 덜 중요하게 여기고 주로 성관계에 초점을 맞춘다. 일부 남성들은 여성과의 성관계보다 남성과의 성관계가 더 쉽게 접근할 수 있고 덜 복잡하다고 생각할 수 있다. 반대로, 대학 파티에서 젊은 이성애자 여성들이 서로 키스하는 것에 대한 연구에서는 이러한 행동의 이유가 남성의 관심, 충격 효과, 술과 같은 외부적인 요인으로 나타났다.
동성애적 만남을 가짐에도 불구하고 이성애자로 정체화하는 이유에 대한 일부 연구가 있다. 이 범주의 대부분의 사람들은 이성애자 외의 다른 어떤 용어도 거부할 수 있다. 이는 그들이 양성애자로 분류되는 것을 피하는 것과 같은 이유일 수 있다. 일부 사람들은 자신들이 배타적인 이성애를 나타내지 않는다는 것을 인식하고 대신 다른 이성애자 설명을 사용한다. 이러한 설명은 일부 사람들에게 그들의 이성애가 유연하며 동성 성관계를 갖는다고 해서 이성애자가 아니게 되는 것은 아니라는 점을 설명하는 데 도움이 될 수 있다. 이러한 사람들, 특히 남성 중 일부는 이성애 규범성을 강화하기 위해 이러한 설명을 사용한다. 이러한 설명은 동성애 혐오와 여성혐오를 강화할 수 있다. 다른 설명은 그들이 남성적이라는 남성성과 여성성의 이분법을 강화한다. 많은 사람들에게 어떤 사람이 이성애자로 정체화하면서도 동성 성관계를 가질 수 있다는 생각은 혼란스럽다. 이는 다른 성적 지향처럼 깔끔하게 분류될 수 없다. 일부 사람들은 동성 성관계에는 감정이나 끌림이 없기 때문에 이성애자로 정체화할 수 있다고 믿지만, 모든 사람이 이에 동의하는 것은 아니다.

## 미디어에서
헤테로플렉시블리티에 대한 대부분의 미디어 표현은 자신의 성 정체성을 실험하는 이성애자 여성에 초점을 맞추고 있다. 일반적으로 이러한 표현은 남성 시청자를 위한 것이며, 거의 전적으로 여성이 등장한다. 여성들은 자신들이 레즈비언이 아니라는 점을 분명히 할 수 있다. 더 자주, 이러한 관계는 이성애의 관점에서 보여진다. 40년 동안 두 잡지, 클레오와 코스모폴리탄을 분석한 결과, 이 잡지들이 레즈비언을 표현하는 방식에 변화가 있었다. 1983년부터 1993년까지 잡지들은 레즈비언에 대한 더 긍정적인 표현으로 눈에 띄게 변화했다. 1993년부터 2003년까지 이 표현은 동성애적 끌림의 에로티시즘에 초점을 맞추었다. 2003년부터 2013년까지 초점은 에로티시즘에서 성적이지 않고 장난스러운 것으로 옮겨갔다. 이 잡지들은 여성 동성애적 끌림에 대한 표현을 늘리면서, 여성 동성애적 끌림이 성적인 것이 아니라 이성애자들의 성적이지 않은 시시한 장난이거나 남성들의 관심을 끌기 위한 이성애자들의 공연에 불과하다는 이성애적 관점에서 이를 점점 더 많이 다루고 있다.
미디어에서 헤테로플렉시블의 표현은 종종 내러티브의 초점을 이성애에 유지하면서 작품이 LGBT를 포괄한다는 것을 보여주는 데 사용된다. 인기 있는 플롯 트위스트는 이성애자 여성 캐릭터가 키스나 하룻밤을 위해 동성 친밀감에 참여할 의향이 있다는 것이다. 이러한 플롯 트위스트와 헤테로플렉시블을 특징으로 하는 유사한 줄거리는 주로 여성이 등장한다. 미디어 프랜차이즈 버피 더 뱀파이어 슬레이어는 만화책에서 주인공 버피가 여성 군인과 관계를 맺는 헤테로플렉시블 스토리를 가지고 있다. 여성 군인이 버피에게 사랑을 고백한 후, 그들은 결국 하룻밤을 함께 보낸다. 그럼에도 불구하고 버피는 관계를 거의 즉시 끝낸다. 버피는 만화에서 개방적인 이성애자 여성으로 그려졌으며, 다른 여성과의 친밀감은 일어나지만 그 이상이 될 수는 없다는 것을 보여준다. 크레이지 엑스 걸프렌드에서 주인공 레베카의 행동은 주로 전 남자친구 조쉬에 대한 강박적인 집착에 의해 동기 부여되지만, 그녀는 가끔 여성에게 끌림을 암시하며, 한 시점에서는 자신을 킨제이 척도에서 1.8이라고 묘사한다.

## 같이 보기
- 성적으로 유동적인 사람 목록

## 더 읽어보기
- Blow, Charles M. (2010년 6월 4일). “Gay? Whatever, Dude”. 《뉴욕 타임스》.